# Michael Hansen (Kabarettist)
Michael W. Hansen (* 21. Oktober 1946 in Aalborg, Dänemark als Hans Michael Oskar Piastowski; † 15. März 2011 in Berlin) war ein dänisch-deutscher Kabarettist und Schlagersänger. 
Hansen gründete am 2. März 1993 das Alt-Berliner Kabarett Berliner Brettl, das als U. L. K. (Unabhängig-Literarisches Kabarett) von Fritz Decho gegründet worden war, und leitete es bis zu seinem Tod. Mitglieder des Ensembles waren unter anderem Erika Köllinger, Sigrid Grajek und Tilman Lucke. Auch im Berliner Kabarett Klimperkasten und in anderen Kabarett-Ensembles war er Mitglied beziehungsweise Gast. In den 1970er und 1980er Jahren hatte er in West-Berlin große Erfolge als Schlagersänger. Von ihm stammt unter anderem das Hertha-Lied (1972).
Das Mittelinitial W in seinem Namen rührt nicht von einem weiteren Vornamen her, sondern soll der Unterscheidung zum in Ostdeutschland bekannteren Schlagersänger Michael Hansen dienen.
Michael Hansen starb am 15. März 2011 unmittelbar nach einem Auftritt in Berlin. Er wurde am 1. April auf dem Friedhof IV der Gemeinde Jerusalems- und Neue Kirche an der Bergmannstraße in Berlin-Kreuzberg beigesetzt.
Sechs Ensemblemitglieder des Berliner Brettl konstituierten sich nach Hansens Tod am 19. April 2011 als Das Fliegende Brettl neu. Die Gruppe war bis Ende 2019 aktiv.